# Топазовый колибри
Топазовый колибри (лат. Topaza pella) — вид птиц из семейства колибри (Trochilidae).

## Описание
Этот вид — один из самых крупных в семействе колибри.
Длина самцов достигает 21—23 см (клюв около 5 см, хвост около 12 см), самки мельче. Масса птиц обоих полов составляет около 10 г. Самцы гораздо красочнее самок. У них малиновое оперение и сияющее зелёное горло, крылья же коричнево-бордовые.

Питаются в основном нектаром цветущих деревьев.

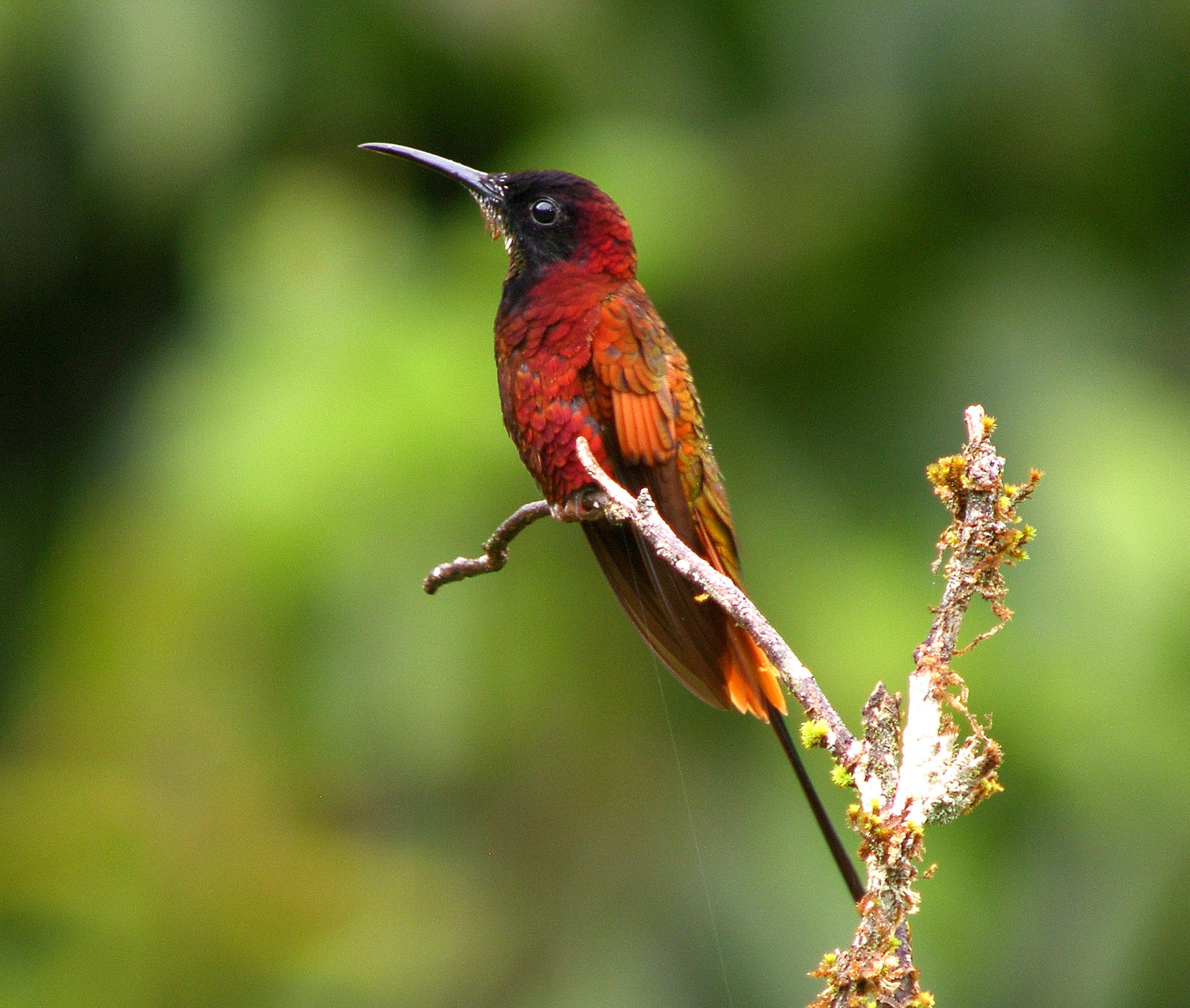
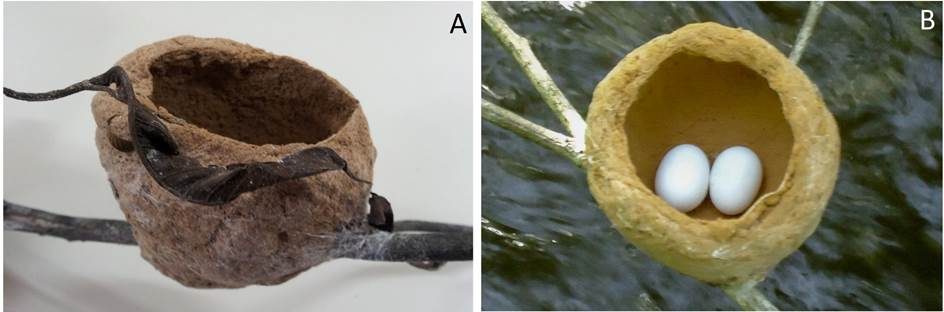
Гнездо топазового колибри
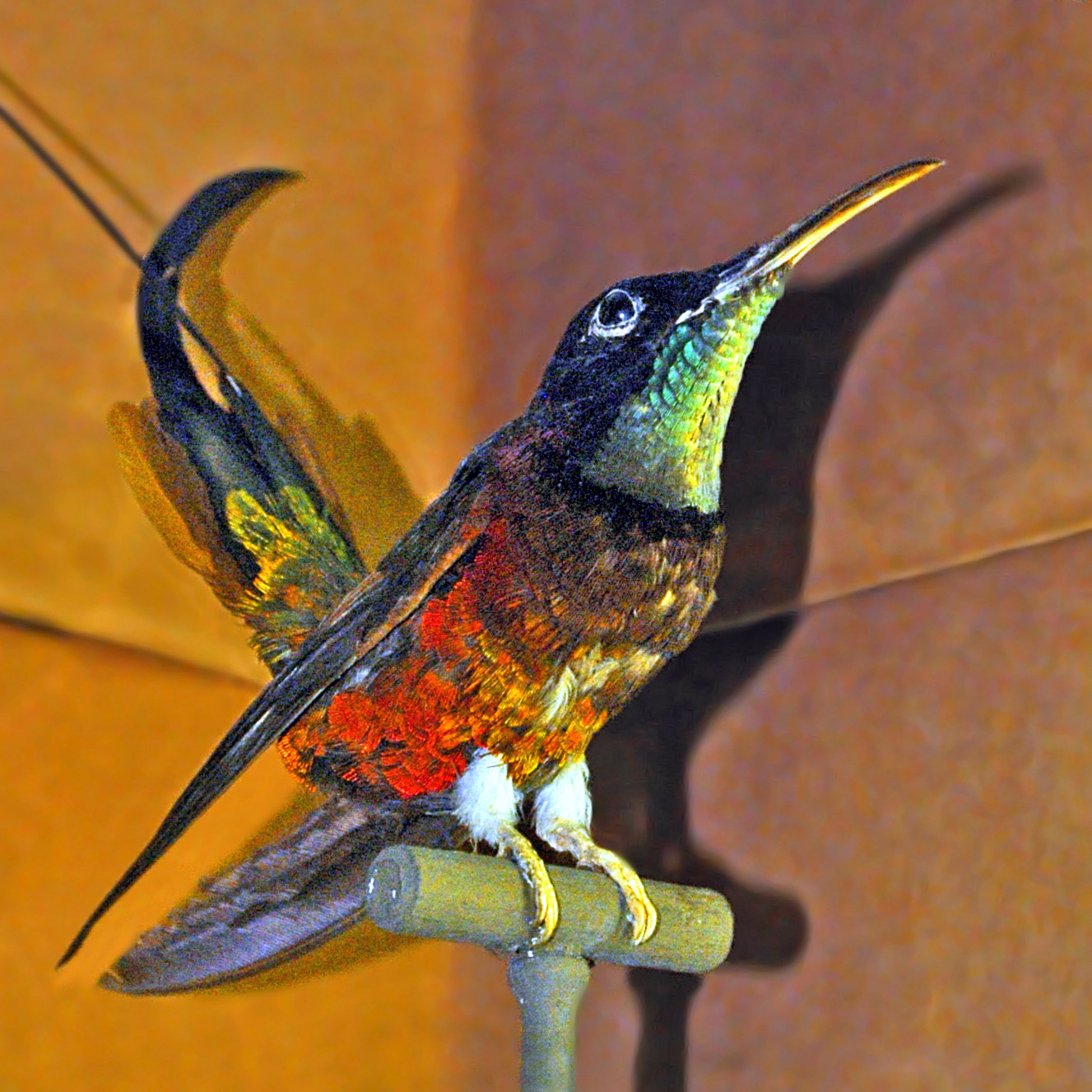
Топазовый колибри в музее

## Распространение
Бразилия, Колумбия, Французская Гвиана, Гайана, Перу, Суринам, Венесуэла. Обитают птицы в субтропических и тропических влажных лесах вплоть до высоты в 500 м. На земле их видят редко.

## Классификация
Международный союз орнитологов выделяет 3 подвида:
- Topaza pella microrhyncha A. L. Butler, 1926
- Topaza pella pella (Linnaeus, 1758)
- Topaza pella smaragdulus (Bosc, 1792)